# NGC 766
NGC 766 je galaksija u zviježđu Ribe.

## Vanjske poveznice
- SEDS: NGC 766